# Catedral de la Santísima Virgen María (Vilkaviškis)
La Catedral de la Santísima Virgen María o simplemente Catedral de Vilkaviškis (en lituano: Švč. M. Marijos Apsilankymo katedra ) es el nombre que recibe un edificio religioso de la Iglesia católica que sirve como la catedral de Vilkaviškis, Lituania, y es la sede de la diócesis de Vilkaviškis.

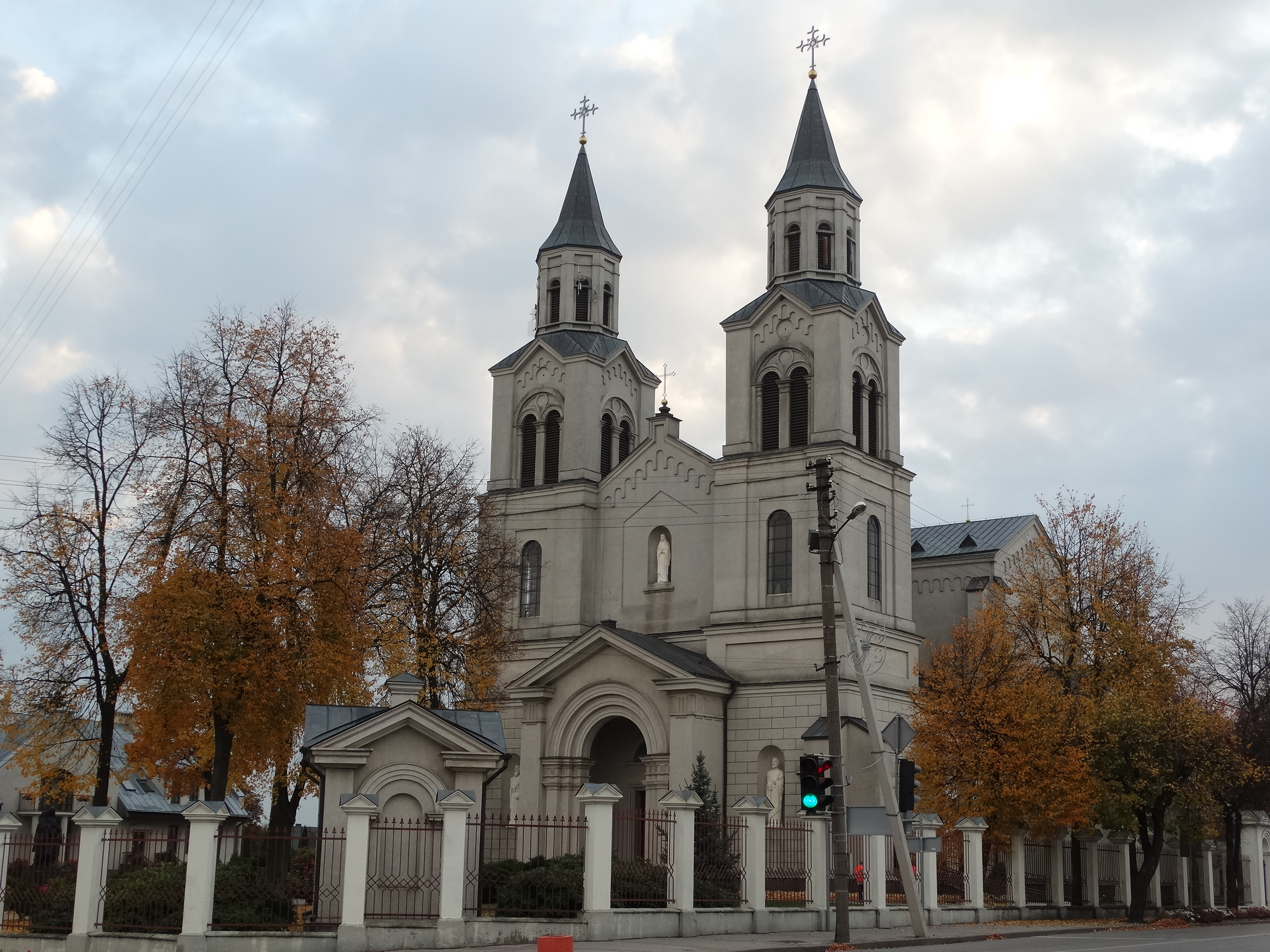
Otra vista del templo

La iglesia en estilo neorrománico, se construyó entre 1870 y 1881 y fue consagrada en 1884. Con la erección de la Diócesis de Vilkaviškis en 1926, la iglesia fue elevada al rango de catedral. El edificio no sufrió daños importantes durante la Segunda Guerra Mundial, sin embargo, las autoridades rusas autorizaron su desmantelamiento gradual para utilizar sus materiales en favor de la construcción civil. Tras la caída del comunismo en el país la catedral fue reconstruida a partir de 1991 y se terminaron las obras en 1998.